# 日本マイナスイオン応用学会
日本マイナスイオン応用学会（にほんマイナスイオンおうようがっかい）とは、いわゆるマイナスイオンに関する応用研究及び啓蒙等を目的とする団体である。
なお、本会はその名称中に「学会」という呼称を含んではいるが、2015年現在、日本学術会議が認定する日本学術会議協力学術研究団体のリストには非掲載の団体となっている。

## 概要
- 設立年月日
  - 2002年1月10日  - （学会によれば1月10日を、「イオンの日」に制定したとのこと）
- 場所
  - 東京都中央区銀座

## 設立目的
マイナスイオンの応用分野の発展のために、情報収集、知識の普及、産官学メディアとの連携を行うことなどや、商品開発研究論文や成果発表の場を設けること。

## 組織
- 会長
  - 山野井昇
- 副会長
  - 橋本保雄
- 学術顧問
  - 定方正毅
  - 高橋周七
  - 小川俊雄
  - 田澤賢次
  - 白畑實隆
  - 上野紘郁
  - 星村義一
  - 和田元
  - 小西徹也

## 関連団体
- サトルエネルギー学会
- イオン情報センター
- 国際波動研究所